# Késői magömlés
A késői magömlés a nagyon lassan, nehezen vagy egyáltalán nem bekövetkező magömlést jelenti: a szexuális aktus órákig tarthat anélkül, hogy a férfi ejakulálna. Ez a jelenség nem feltétlenül problematikus, amíg az aktusban részt vevő felek nem annak élik meg, sőt: a Tantra például kifejezetten az előnyeiről tesz említést. Akit viszont zavar, hogy lassan jut el a magömlésig, már ha egyáltalán, annak a lelki okokat kell tisztáznia szexuálterapeuta segítségével.

## A jelenség okai

### Lelki okok
Ha egy férfi egyáltalán nem képes a magömlésre, avagy csak egyedül (értsd: önkielégítés által), arra igaz lehet az alábbi állítások valamelyike:
- Túlságosan gátlásos, értsd: nem tud az aktus során lelkileg és idegileg feloldódni
- Korlátozó vallási háttérből jön
- Tabukkal terhelt prűd neveltetésben részesült (pl. a szülők soha nem beszéltek a szexről vagy csak negatív kontextusban)
- Nyilvánvaló (értsd: általa is ismert) önértékelési problémákkal küzd
- Önmaga által nem azonosítható tudatalatti bűntudat gyötri
- A pornográfia által az emberi szexualitásról széles körben terjedő tévhiteknek köszönhetően a „hagyományos” közösülés már nem izgatja
- Női elvárás nyomasztja, értsd: minél inkább várja el a nő párjától, hogy az elmenjen, a férfi annál kevésbé képes erre - ez a merevedésről szintén elmondható
- Látens homoszexualitás: a férfi a társadalmi elvárások miatt erőlteti a heteroszexuális együttlétet, de élvezni már nem tudja
- Unalmas, monoton házasélet: ez szinte minden hosszú távú párkapcsolatban bekövetkezik. Ilyenkor párterápia segíthet.

### Egyéb okok
A jelenség oka bizonyos esetekben korántsem lelki eredetű. Az ok lehet:
- öregedés
- gyógyszerek szedése: antidepresszáns, vérnyomáscsökkentő, nyugtató
- hormonális, neurológiai illetve pajzsmirigy-betegségek
- lebukás veszélyéhez kapcsolódó időhiány: fiataloknak a szülői házban, idősebbeknél megcsalás esetén.